# Martin Adjou Moumouni

Bischofswappen von Martin Adjou Moumouni

Martin Adjou Moumouni (* 29. Juli 1955 in Cotonou, Benin) ist ein beninischer Geistlicher und römisch-katholischer Bischof von N’Dali.

## Leben
Martin Adjou Moumouni empfing am 16. Juli 1983 durch Erzbischof Christophe Adimou das Sakrament der Priesterweihe für das Erzbistum Cotonou.
Am 22. Dezember 1999 ernannte ihn Papst Johannes Paul II. zum Bischof von N’Dali. Der emeritierte Präfekt der Kongregation für die Bischöfe, Bernardin Kardinal Gantin, spendete ihm am 10. Juni desselben Jahres die Bischofsweihe; Mitkonsekratoren waren der Erzbischof von Cotonou, Nestor Assogba, und der Erzbischof von Ibadan, Felix Alaba Adeosin Job.